# 新千惠子
新千惠子（日语：／ Atarasi Chieko，1968年1月31日—），日本女性配音員、旁白。出身於大阪府寢屋川市。青二Production。身高168cm。O型血。

## 簡歷
松蔭女子學院大學短期大學家政學系畢業。青二塾大阪校第15期畢業。

## 人物
方言：大阪方言。
她曾出演過許多動畫、遊戲和電視節目。
資格、執照：普通汽車執照。興趣：日本舞、新內淨瑠璃（如月派名取）。

## 演出

### 電視動畫
1998年
- 開花天使（學生）
- 守護月天！（車騎、小孩、主婦、星神們、瓠瓜 等）
- 遊☆戲☆王（女學生、護士、記者）

1999年
- 伊索世界（鶴子）
- 神風怪盜貞德（里佐子）
- ONE PIECE（趣趣）

2000年
- 庫洛魔法使

2001年
- ANGELIC LAYER 天使領域（京子）

2002年
- 我們這一家（2002年—2008年，香織、店員、鶯女、店員B、主婦C 等）

2003年
- 變形金剛：微型傳說（凱瑞）

2005年
- 蠟筆小新（2005年—2021年，姐姐B、下谷加奈子、女孩子、椎野映子、雨野千晴 等）

2006年
- 夢使者（如月康代）

2007年
- 名偵探柯南（2007年—2015年，友人、半田夏穗、尾城那穗）

2009年
- 閃亮雙胞胎（搖獎人員B）

### 電影動畫
- 新怪博士與機器娃娃：阿拉蕾的終極一擊（1999年，莫可莫可）
- 蠟筆小新：風起雲湧！夕陽下的春日部男孩（2004年，女性村民）
- Pa-Pa-Pa The★Movie 小超人帕門 章魚DE砰，八條腿砰！（2004年，女C）
- 河童之夏（2007年，記者）
- 意外的幸運簽（2010年，護士[6]）
- Code Geass 反叛的魯路修 I 興道（2017年，女）

### OVA
- 真蓋特機器人對NEO蓋特機器人（2000年，瑪莉·金）

### 網路動畫
- 無限之住人 -IMMORTAL-（ 2019年，砂登）

### 遊戲
1999年
- 夢幻騎士（安潔拉）
- 蓋特機器人大決戰！（日语：ゲッターロボ大決戦!）（瑪莉·金）

2000年
- 勇者之光 純白的預言者（弗羅林達）

2001年
- ANGELIC LAYER 天使領域 美咲與夢中的天使們（若月京子）
- 逮捕令（女性署員1）
- 心動美麗同盟 Lovely Star（日语：ドキドキプリティリーグ）（齋木梁的母親）
- 人偶情緣2（瑪莉亞）

2002年
- 經典傳奇Vol.1（日语：テイルズ オブ ファンダム Vol.1）（露娜麗雅·邦茲）
- 魔女的茶會（日语：魔女のお茶会）（妮、庫耶絲）

2003年
- 真實夢境（日语：ゆめりあ）（惠）

2004年
- 青青校樹2 戀愛的Special Summer（日语：グリーングリーン2 恋のスペシャルサマー）（丘野向日葵）
- 超級機器人大戰GC（日语：スーパーロボット大戦GC）（瑪莉·金）
- BLACK/MATRIX OO（日语：ブラックマトリクス#BLACK/MATRIX OO）（魯比爾·比格霍恩、普蘭）

2005年
- 青青校樹3 Hello Good-Bye（日语：グリーングリーン3 ハローグッバイ）（丘野向日葵）

2007年
- 龍影咒（普蘭、蓓爾瑪麗）

2016年
- 伊蘇VIII -丹娜的隕涕日-（奈斯托爾[7]）

2021年
- 破曉傳奇（露娜利亞）

### 廣播劇CD
- 守護月天！（瓠瓜）

### 旁白
- 地球守護者
- 天線22（日语：アンテナ22）
- e-cluber
- SDM發
- 跳吧！秋刀魚大人!!（日语：踊る!さんま御殿!!）（她將代替正在放暑假的播報員森富美（日语：森富美））
- 深夜戰隊Garimpeiro（日语：深夜戦隊ガリンペロ）
- 爆NEW
- Hamaraja（日语：ハマラジャ）
- 美川屋本舗（日语：美川屋本舗）
- Medicalα
- 若菜的女塾
- 小山薰堂、東京會議

### 其它
- Stylish Candy（Epoch社，賽拉·佛洛勞爾）
- 企業VP多數

## 外部連結
- 新千惠子｜青二Production （日語）
- 新千惠子的X（前Twitter） （日語）